# Provincias de Finlandia
Entre 1634 y 2009, Finlandia se organizaba administrativamente en varias provincias (finés: läänit, sueco: län). Finlandia siempre había sido un estado unitario: las autoridades provinciales formaban parte del poder ejecutivo del gobierno central y las provincias tenían poca autonomía. Nunca hubo parlamentos provinciales electos en Finlandia continental. La autoridad provincial era parte de la rama ejecutiva del gobierno central, por lo que no era elegida por voto popular.
Este sistema fue creado en 1634; sin embargo, fue enmendado drásticamente en 1997 cuando el número de provincias fue reducido de doce a seis. Esto efectivamente los convirtió en unidades puramente administrativas, ya que las fronteras lingüísticas y culturales ya no seguían las fronteras de las provincias. Las provincias fueron finalmente abolidas a finales de 2009 y fueron reemplazadas por regiones. En consecuencia, diferentes ministerios pueden subdividir su organización regional de manera diferente.
Además de las antiguas provincias, los municipios de Finlandia forman las subdivisiones fundamentales del país. En el uso actual se encuentran las regiones de Finlandia, una subdivisión más pequeña donde algunos läänis anteriores a 1997 se dividen en múltiples regiones. Las islas Åland conservan su estatus autónomo especial y su propio parlamento regional.

## Organización
Cada provincia era dirigida por un gobernador (finés: maaherra, sueco: landshövding) quien era nombrado por el presidente siguiendo la recomendación del gabinete de Ministros. El gobernador estaba al mando de una Oficina Provincial Estatal (finés: lääninhallitus, sueco: länsstyrelse), que actuaba como una aglomeración del poder formado por siete ministerios de acuerdo a los siguientes dominios:
- Servicios Sociales y Salubridad.
- Educación y Cultura.
- Administración Policial.
- Servicios de Rescate.
- Administración del Tráfico.
- Libre Competencia y Consumo.
- Administración Judicial.

## Después de la abolición
Las provincias se abolieron por completo a partir del 1 de enero de 2010. Desde entonces, la administración regional del estado finlandés tiene dos órganos paralelos de alto nivel en la jerarquía: los Centros de Desarrollo Económico, Transporte y Medio Ambiente, por un lado, y el Estado Regional Agencias administrativas por el otro.
Seis agencias administrativas estatales regionales (aluehallintovirasto, regionförvaltningsverk, abreviados avi), además del gobierno de Åland, son las principales responsables de la aplicación de la ley. Entre estos, Finlandia Sudoccidental y Finlandia Occidental y Central cubren la antigua provincia de Finlandia Occidental, y la antigua provincia de Oulu fue renovada como el norte de Finlandia; otras viejas fronteras provinciales siguen siendo las mismas en la nueva disposición.
Paralelamente, hay 15 Centros para el Desarrollo Económico, el Transporte y el Medio Ambiente (finlandés: elinkeino-, liikenne- ja ympäristökeskus, generalmente abreviado ely-keskus), que son responsables de otras administraciones estatales: empleo, infraestructura vial y de transporte, y medio ambiente. vigilancia. Cada uno es responsable de una o más de las regiones de Finlandia e incluye oficinas de los Ministerios de Empleo y Economía, Transporte y Comunicaciones y Medio Ambiente.

## Provincias en 2009
| N.º | Escudo | Provincias           | Nombres finés y sueco                  | Capital                  | Mayor ciudad | Población (2003) | Área (km²) | Provincias fusionadas (1997)                   | Mapa |
| --- | ------ | -------------------- | -------------------------------------- | ------------------------ | ------------ | ---------------- | ---------- | ---------------------------------------------- | ---- |
| 1.  |        | Finlandia Meridional | Etelä-Suomen lääni Södra Finlands län  | Hämeenlinna Tavastehus   | Helsinki     | 2,116,914        | 34,378     | Uusimaa, Kymi, Tavastia                        |      |
| 2.  |        | Finlandia Occidental | Länsi-Suomen lääni Västra Finlands län | Turku Åbo                | Tampere      | 1,848,269        | 74,185     | Vaasa, Turku-Pori, Finlandia Central, Tavastia |      |
| 3.  |        | Finlandia Oriental   | Itä-Suomen lääni Östra Finlands län    | Mikkeli Saint Michel     | Kuopio       | 582,781          | 48,726     | Kuopio, Carelia del Norte, Mikkeli             |      |
| 4.  |        | Oulu                 | Oulun lääni Uleåborgs län              | Oulu Uleåborg            | Oulu         | 458,504          | 57,000     | Sin cambios                                    |      |
| 5.  |        | Laponia              | Lapin lääni Lapplands län              | Rovaniemi                | Rovaniemi    | 186,917          | 98,946     | Sin cambios                                    |      |
| 6.  |        | Åland¹               | Ahvenanmaan lääni Ålands län²          | Mariehamn² Maarianhamina | Mariehamn    | 26,000           | 6,784      | Sin cambios                                    |      |

1. Algunos deberes, que en Finlandia continental eran manejados por las provincias, en las islas Åland fueron transferidos al gobierno autónomo de las islas.
2. Las islas Åland son lingüísticamente suecas.

## Lista de todas las provincias que alguna vez existieron
En 1634, se formaron provincias administrativas en Suecia y, por lo tanto, en Finlandia, que fue parte de ese país hasta 1809. Cinco de dichas provincias cubrieron lo que ahora es Finlandia; algunos de estos también cubrieron partes de lo que ahora es Rusia. La división exacta del país en provincias ha fluctuado con el tiempo.
Los límites de las antiguas provincias sobreviven en parte en los códigos de área telefónica y los distritos electorales. La excepción es Helsinki: hay un área de numeración telefónica que comprende el Gran Helsinki (código 09), mientras que solo la ciudad de Helsinki propiamente dicha comprende el distrito electoral de Helsinki, el resto del Gran Helsinki pertenece al distrito electoral de Uusimaa.
| Nombre                | Nombre finés                       | Nombre sueco                  | Capital              | Fechas de existencia | Notas |
| --------------------- | ---------------------------------- | ----------------------------- | -------------------- | -------------------- | --- |
| Turku y Pori          | Turun ja Porin lääni               | Åbo och Björneborgs län       | Turku                | 1634–1997            | • Una de las provincias originales formadas en 1634, aunque algunas partes se separaron desde entonces • Se fusionaron en la provincia de Finlandia Occidental |
| Nyland y Tavastehus   | Uudenmaan ja Hämeen lääni          | Nylands och Tavastehus län    | Helsinki/Hämeenlinna | 1634–1831            | • Una de las provincias originales formadas en 1634 |
| Ostrobotnia           | Pohjanmaan lääni                   | Österbottens län              | Oulu/Vaasa           | 1634–1775            | • Una de las provincias originales formadas en 1634 |
| Víborg y Nyslott      | Viipurin ja Savonlinnan lääni      | Viborgs och Nyslotts län      | Víborg               | 1634–1721            | • Una de las provincias originales formadas en 1634 |
| Kexholm               | Käkisalmen lääni                   | Kexholms län                  | Kexholm              | 1634–1721            | • oUna de las provincias originales formadas en 1634 |
| Kymmenegård y Nyslott | Savonlinnan ja Kymenkartanon lääni | Kymmenegårds och Nyslotts län | Lappeenranta         | 1721–1747            | • Antigua provincia de Viborg y Nyslott |
| Savonia y Kymmenegård | Kymenkartanon ja Savon lääni       | Savolax och Kymmenegårds län  | Loviisa              | 1747–1775            | • Antigua provincia de Kymmenegård y Nyslott |
| Vaasa                 | Vaasan lääni                       | Vasa län                      | Vaasa                | 1775–1997            | • Separado de la provincia de Ostrobotnia • Se fusionó con la provincia de Finlandia Occidental |
| Oulu                  | Oulun lääni                        | Uleåborgs län                 | Oulu                 | 1775–2009            | • Separado de la provincia de Ostrobotnia |
| Kymmenegård           | Kymenkartanon lääni                | Kymmenegårds län              | Heinola              | 1775–1831            | • Separado de la provincia de Savonia y Kymmenegård |
| Savonia y Carelia     | Savon ja Karjalan lääni            | Savolax och Karelens län      | Kuopio               | 1775–1831            | • Separado de la provincia de Savonia y Kymmenegård |
| Víborg                | Viipurin lääni                     | Viborgs län                   | Víborg               | 1812–1947            | • Gobernación rusa de Víborg (1744-1812); transferido como provincia de Viipuri al Gran Ducado de Finlandia en 1812 • La mayor parte de su área se cedió a la Unión Soviética en la Segunda Guerra Mundial, y el resto se convirtió en la provincia de Kymi                                                             |
| Uusimaa               | Uudenmaan lääni                    | Nylands län                   | Helsinki             | 1831–1997            | • Creada al dividir la provincia de Nyland y Tavastehus • Se fusionó con la provincia de Finlandia Meridional |
| Tavastia              | Hämeen lääni                       | Tavastehus län                | Hämeenlinna          | 1831–1997            | • Creada al dividir la provincia de Nyland y Tavastehus • Se fusionó con las provincias de Finlandia Meridional y Finlandia Occidental |
| Mikkeli               | Mikkelin lääni                     | St. Michels län               | Mikkeli              | 1831–1997            | • Antigua provincia de Kymmenegård • Se fusionó con las provincias de Finlandia Meridional y Finlandia Occidental |
| Kuopio                | Kuopion lääni                      | Kuopio län                    | Kuopio               | 1831–1997            | • Antigua provincia de Savonia y Carelia • Se fusionó con la provincia de Finlandia Oriental |
| Åland                 | Ahvenanmaan lääni                  | Ålands län                    | Mariehamn            | 1918–2009            | • Tenía un estado especial: a pesar de que la provincia fue descontinuada a finales de 2009 junto con las demás, hubo (y todavía existe) una maakunta coextensiva (una traducción de provincia con un significado ligeramente diferente al habitual) que es semiautónoma y desmilitarizada por tratados internacionales |
| Petsamo               | Petsamon lääni                     | Petsamo län                   | Pechenga             | 1921–1921            | • Ganada de la Rusia soviética • Se fusionó con la provincia de Oulu • Toda la zona de la antigua provincia de Pechenga se perdió en la Unión Soviética en la Segunda Guerra Mundial |
| Laponia               | Lapin lääni                        | Lapplands län                 | Rovaniemi            | 1938–2009            | • Separado de la provincia de Oulu |
| Kymi                  | Kymen lääni                        | Kymmene län                   | Kouvola              | 1945–1997            | • Formado a partir de la parte de la provincia de Viipuri que permaneció en el lado finlandés de la frontera con Rusia • Se fusionó con la provincia de Finlandia Meridional |
| Finlandia Central     | Keski-Suomen lääni                 | Mellersta Finlands län        | Jyväskylä            | 1960–1997            | • Separado de las provincias de Vaasa, Tavastia, Mikkeli y Kuopio • Se fusionó con la provincia de Finlandia Occidental |
| Carelia del Norte     | Pohjois-Karjalan lääni             | Norra Karelens län            | Joensuu              | 1960–1997            | • Separado de la provincia de Kuopio • Se fusionó con la provincia de Finlandia Oriental |
| Finlandia Meridional  | Etelä-Suomen lääni                 | Södra Finlands län            | Hämeenlinna          | 1997–2009            | • Fusionado de las provincias de Uusimaa, Kymi, Tavastia (parte) y Mikkeli (parte) |
| Finlandia Occidental  | Länsi-Suomen lääni                 | Västra Finlands län           | Turku                | 1997–2009            | • Fusionado de las provincias de Turku y Pori, Vaasa, Finlandia Central y Tavastia (parte) |
| Finlandia Oriental    | Itä-Suomen lääni                   | Östra Finlands län            | Mikkeli              | 1997–2009            | • Fusionado de las provincias de Kuopio, Carelia del Norte y Mikkeli |